# Bernard Barbara

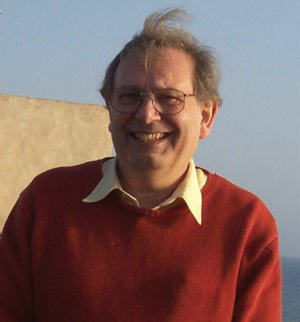
Bernard Barbara

Bernard Barbara (* 7. Mai 1942 in Tunesien) ist ein französischer Experimentalphysiker, der sich mit der Physik des Magnetismus beschäftigt.
Barbara ging 1961 zum Physikstudium nach Frankreich. Er ist Forschungsdirektor am „Laboratoire Louis Néel“ der CNRS in Grenoble.
2008 erhielt er den Gentner-Kastler-Preis für „bahnbrechende Beiträge zur Erklärung des Magnetismus von Festkörpern, Nanostrukturen und Molekülen“, insbesondere seine Untersuchungen zum makroskopischen Quantentunneln von magnetischen Domänenwänden und der Quantendynamik magnetischer Moleküle. 2008 erhielt er die Blaise-Pascal-Medaille. 2014 wurde er in die Academia Europaea gewählt.